# Secció d'handbol del Sporting Clube de Portugal
El Sporting Clube de Portugal és la secció d'handbol del Sporting CP.

## Palmarès
- Lliga portuguesa d'handbol: 19
  - 1951–52, 1955–56, 1960–61, 1965–66, 1966–67, 1968–69, 1969–70, 1970–71, 1971–72, 1972–73, 1977–78, 1978–79, 1979–80, 1980–81, 1983–84, 1985–86, 2000–01, 2016–17, 2017-18
- Copa portuguesa d'handbol: 15
  - 1971–72, 1972–73, 1974–75, 1980–81, 1982–83, 1987–88, 1988–89, 1997–98, 2000–01, 2002–03, 2003–04, 2004–05, 2011–12, 2012–13, 2013–14